# Quỹ Ethecon
Quỹ Ethecon có tên chinh thức (tiếng Đức: ethecon - Stiftung Ethik & Ökonomie, tiếng Anh: ethecon – Foundation Ethics & Economics) là một tổ chức môi trường không vụ lợi người Đức, tự mô tả chính nó như là một "Quỹ cho đạo đức và kinh tế".

## Tổ chức
Quỹ Ethecon được cấp giấp phép hoạt động tại Berlin vào năm 2004 và hiện có trụ sở ở Düsseldorf. Tài sản vào cuối năm 2015 là 1.757,9 ngàn Euro được hỗ trợ bởi 37 người, trong số đó có ba người ở nước ngoài (Thụy Sĩ, Irland, và Áo).

## Lịch sử
Quỹ Ethecon đã được hình thành vào năm 1999 bởi Gudrun Rehmann và Axel Köhler-Schnura và chính thức hoạt động vào năm 2004. 
Ethecon bắt đầu phát giải thưởng hàng năm vào năm 2006, "giải thưởng hành tinh xanh dương" cho những hành động coi là bảo vệ môi trường, và ngược lại "giải thưởng hành tinh đen" cho những người bị cho là hủy hoại trái đất.

## Giải thưởng hành tinh xanh dương
- 2006 - Diane Wilson, Nhà hoạt động môi trường[1]: xuất thân là ngư dân đánh tôm ở Quận Calhoun, hiến thân từ hơn 20 năm nay cho môi trường và sức khỏe của người dân ở Vịnh Mexico, nơi mà bị xem là vùng ô nhiễm nhất Hoa Kỳ. Mỗi ngày 6 hãng công nghiệp hóa học – DOW CHEMICAL, DUPONT, ALCOA ALUMINIUM, FORMOSA, BP CHEMICAL và CARBON CARBIDE – xả hàng triệu lít nước thải xuống biển. Những chất cực độc như Benzol, Arsen, Azeton, Cadmium, Ammoniak, Chloroform và Ethylenoxid làm ô nhiễm không chỉ thiên nhiên, chúng cũng gây ra bệnh tật.[3]
- 2007 - Vandana Shiva, Nhà hoạt động môi trường[1][4][5]

## Giải thưởng hành tinh đen
- 2006 - Monsanto[1]
- 2007 - Peter Brabeck-Letmathe, Giám đốc Nestle, và cổ đông Nestle Liliane Bettencourt được cho là vô trách nhiệm trong việc buôn bán thực phẩm cho trẻ sơ sinh, công nghiệp gen và việc độc quyền hóa nước."[6]
- 2008 - Xe Services. Giải thưởng được gởi tới Erik Prince, giám đốc Xe Services lúc đó.[7]
- 2009 - Tập đoàn nhựa Formosa và ông giám đốc, Lee Chih-tsuen.[1] Người từng được giải thưởng hành tinh xanh dương Diane Wilson đã đích thân tới Đài Loan để tự tay trao giải thưởng.[8]